# Otricoli
Otricoli település Olaszországban, Terni megyében. Lakosainak száma 1717 fő (2023. január 1.). Otricoli Calvi dell'Umbria, Gallese, Magliano Sabina, Narni, Orte és Stroncone községekkel határos.

## Népesség
A település népessége az elmúlt években az alábbi módon változott:
| Lakosok száma | 1864 | 1829 | 1717 |
|               | 2017 | 2018 | 2023 |